# Chicken Shoot
Chicken Shoot è un videogioco sviluppato dalla Toontraxx. Uscito per la prima volta online per PC nel 2000, è stato da allora pubblicato su telefoni cellulari, Nintendo DS, Nintendo Wii e Game Boy Advance.

## Modalità di gioco
La versione Wii include quattro modalità di gioco:
- Arcade: comprende 12 livelli, e bisogna abbattere un determinato numero di galline.
- Classica: funziona in modo analogo, solo che bisogna superare un determinato limite di punteggio prima che scada il tempo.
- Multiplayer
- Catch an Egg: il fattore, circondato da quattro galline, deve recuperare quante più uova possibili che verranno deposte dalle suddette galline. Il fattore si muove attraverso il movimento del telecomando, e il giocatore ha a disposizione tre "vite", che perde ad ogni uovo che cade a terra.

## Accoglienza
| Testata                                 | Versione | Giudizio |
| --------------------------------------- | -------- | -------- |
| GameRankings (media al 30 gennaio 2020) | PC       | 81%      |
| GameRankings (media al 30 gennaio 2020) | GBA      | 55%      |
| GameRankings (media al 30 gennaio 2020) | Wii      | 26%      |
| GameRankings (media al 30 gennaio 2020) | DS       | 12%      |
| Metacritic (media al 30 gennaio 2020)   | DS       | 19/100   |
| Metacritic (media al 30 gennaio 2020)   | Wii      | 27/100   |
| GameSpot                                | Wii      | 2.5/10   |
| GameZone                                | Wii      | 3/10     |
| IGN                                     | Wii      | 2/10     |
| NGamer                                  | Wii      | 7%       |
| SpazioGames.it                          | DS       | 2/10     |
| SpazioGames.it                          | Wii      | 2/10     |

La versione originale per PC del 2000 ha avuto un'accoglienza positiva dalla critica, mentre, in seguito, la versione per GBA ha avuto un'accoglienza mista ma superiore alla media. La versione Wii, invece, ha ricevuto un'accoglienza generalmente negativa da parte della critica, e la versione DS non ha avuto sorte migliore; entrambi questi pareri sono fondati sulle recensioni aggregate del sito Metacritic.
Nel 2015, GamesRadar ha posto la versione Wii al 62º posto tra i 100 peggiori giochi di tutti i tempi, suggerendo che fosse soltanto un gioco di tipo shovelware, tra i peggiori sulla Wii.